# Боеж
Боеж (фр. Boëge) насеље је и општина у источној Француској у региону Рона-Алпи, у департману Горња Савоја која припада префектури Тонон ле Бен.
По подацима из 2011. године у општини је живело 1.731 становника, а густина насељености је износила 108,19 становника/km². Општина се простире на површини од 16 km². Налази се на средњој надморској висини од 740 метара (максималној 1.480 m, а минималној 713 m).

## Демографија
| 1962. | 1968. | 1975. | 1982. | 1990. | 1999. | 2011. |
| ----- | ----- | ----- | ----- | ----- | ----- | ----- |
| 744   | 843   | 724   | 1.025 | 1.267 | 1.415 | 1.731 |

График промене броја становника у току последњих година